# Federació Noruega d'Handbol
La Federació Noruega d'Handbol (en noruec: Norges Håndballforbund, NHF) és l'associació nacional d'handbol de Noruega.
La Federació Noruega d'Handbol es va fundar l'any 1937 i és membre del Comitè Olímpic i Paralímpic de Noruega i Confederació d'Esports (NIF), la Federació Europea d'Handbol (EHF) i la Federació Internacional d'Handbol. La seva seu es troba a Oslo.

## Història
Entre els antics presidents de la federació hi ha Carl E. Wang (president 1972–1977), Tor Lian (president 1985–1999), i Karl-Arne Johannessen (president 1999–2004 i 2009–2015).
Kåre Geir Lio n'és el president des de 2015.